# Christophe Pauly
Pour les articles homonymes, voir Pauly.
Christophe Pauly, né le 26 juillet 1964 à Boulogne-Billancourt, est journaliste sur une chaîne thématique française et auteur de science-fiction contemporain. Il a fait ses débuts d'écrivain en 2004, en écrivant son premier roman, Milla, la voie des lucioles, avec Fabrice Drouzy.

## Romans
- Milla, la voie des lucioles (2004]
- Néva, La voie des lucioles (2006]